# متلازمة الجنين الكحولي
اضطرابات طيف الكحول الجنينية (اختصارًا FASDs) هي مجموعة من المشاكل التي قد تحدث للطفل إذا كانت والدته تشرب الكحول اثناء حملها أو في الفترة التي تسبق الحمل. هذه المشكلات تظهر على شكل اعراض وعلامات تتضمن المظهر غير الطبيعي، قصر القامة، الوزن القليل للجسم، حجم الراس الصغير، عدم تناسق المظهر، انخفاض مستوى الذكاء، مشاكل سلوكية، ومشاكل في السمع والرؤية. ومن المرجح ان يواجه المتأثرون مشاكل دراسية ومشاكل قانونية ويشاركون في سلوكيات عالية الخطورة ويعانون من مشاكل الكحولية أو المخدراتأو استعمال العقاقير الاستجمامي،ويسمى اخطر شكل لهذه الحالة متلازمة الكحول الجنينية(FAS). وهنالك أنواع أخرى منها مثل متلازمة الكحول الجنينية الجزئية (pFAS)، واضطرابات النمو العصبي المرتبطة بالكحول (ARND)، والعيوب الخلقية المرتبطة بالكحول (ARBD). التشخيص الأكثر قبولا هو متلازمة الكحول الجنينية كونه لا يوجد ادلة حاسمة للأنواع الأخرى.
تحدث اضطرابات طيف الكحول الجنينية نتيجة شرب الام الكحول اثناء الحمل، وهنالك استطلاعات توضح ان حوالي 10% من النساء يشربن الكحول قبل شهر من الحمل و20% إلى 30% منهن يشربن الكحول خلال فترة الحمل، وحوالي 3.6 % من النساء الحوامل في الولايات المتحدة الأمريكية مدمنات كحول. تعتمد عوامل الخطورة على كمية الشرب ووتيرة الاستهلاك وتناول الكحول اثناء فترة الحمل، ومن عوامل الخطورة الأخرى الام الأكبر سنا والتدخين وسوء التغذية. لا يوجد كمية أو وقت آمن لشرب الكحول أثناء فترة الحمل، فحتى لو لم يشكل شرب كميات قليلة من الكحول خطراً على الطفل من الناحية الشكلية، إلا انه قد يشكل خطراً على سلوكيات الطفل بنسبة كبيرة جداً. الكحول يعبر الحاجز الدموي الدماغي للطفل ويهدد بشكل مباشر وغير مباشر نمو الطفل وسلوكياته. يعتمد التشخيص على العلامات والاعراض الظاهرة على الطفل المصاب.
يمكن الوقاية منه عن طريق تجنب تناول الكحول. لهذا السبب توصي السلطات الطبية بعدم تناول الكحول اثناء الحمل أو في فترة التخطيط للحمل. على الرغم ان الحالة دائمة لا شفاء منها الا ان العلاج من الممكن ان يحسن النتائج ويخفف الاعراض وحدتها. من اساليب العلاج هو التفاعل المشترك ما بين الاهل والطفل وتعديل سلوك الطفل وربما تحتاج إلى بعض الادوية حسب وصفة الطبيب.
يقدر تاثير متلازمة طيف الكحول الجنينية ما بين 1% و 5% من الناس في الولايات المتحدة وأوروبا الغربية. ويعتقد أن متلازمة الكحول الجنينية تحدث في ما بين 0.2 و 9 لكل 1000 ولادة حية في الولايات المتحدة. في جنوب إفريقيا، يصل المعدل إلى 9٪. تم وصف الآثار السلبية للكحول أثناء الحمل منذ العصور القديمة. بلغت تكلفة عمر الطفل المصاب بمتلازمة الكحول إلى 2,000,000 دولار في عام 2002 في الولايات المتحدة. تم استخدام مصطلح متلازمة الكحول الجنينية لأول مرة في عام 1973.
تشمل متلازمة طيف الكحول الجنينية مجموعة من المشكلات الجسدية ونمو الجهاز العصبي التي قد تنجم من تناول الكحول اثناء الولادة أو قبلها. تسمى الحالة الأكثر خطورة متلازمة الجنين الكحولية والتي تشير إلى الافراد الذين لديهم عيوب خلقية واضطرابات ملحوظة في النمو العصبي.
على الاغلب تقبل متلازمة الكحول الجنينية كتشخيص اما في ما يتعلق بلانواع الأخرى فانهم يرون ان الادلة غير حاسمة. تشير متلازمة الكحول الجزئية الجنينية إلى الافراد الذين يملكون تاريخا معروفا أو مشتبه به في التعرض للكحول قبل الولادة، الانواع الفرعية له تتضمن اضطرابات النمو العصبي المتعلقة بالكحول، العيوب الخلقية المرتبطة بالكحول، واي حالات مرتبطة بالتعرض للكحول مثل الاجهاض التلقائي ومتلازمة موت الرضيع المفاجئ تعتبر أيضا ضمن طيف الاضطرابات.من غير واضح ما إذا كان تحديد متلازمة طيف الكحول الجنينية من الممكن ان يفيد الفرد ام لا.

## العلامات والأعراض

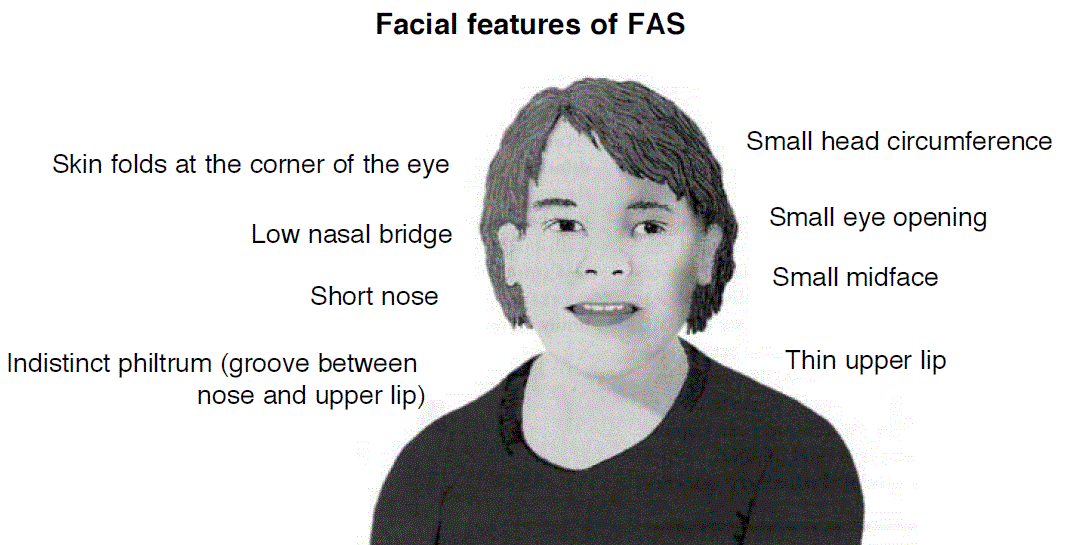
خصائص الوجه للطفل مع FAS

تختلف مميزات وخصائص متلازمة الكحول من فرد إلى اخر الا ان هنالك إجماع على كيفية التشخيص والتعريف لمتلازمة الكحول الجنينية وتؤدي اختلافات خصائص اللانظمة المختلفة إلى اختلاف في التعريف.
تختلف معايير تلف الجهاز العصبي المركزي. الا ان معرفة ميزات المتلازمة يساعد في تشخيصها ويتم مراجعة كل منها مع الانتباه إلى اوجه التشابه والاختلاف عبر الانظمة التشخيصية الاربعة، أكثر من 400 مشكلة يمكن ان تحدث مع متلازمة طيف الكحول الجنينية.

### نمو
بالنسبة إلى متلازمة طيف الكحول الجنينية يتم تعريف فشل النمو على انه نقصان في متوسط الطول أو الوزن بسبب تعرض الطفل للكحول اثناء فترة الحمل ويمكن تقييم معدل النمو في أي وقت من العمر، كما يجب ضبط قياسات النمو حسب معدل وزن وطول الوالدين والعمر الحملي (في حال الولادة المبكرة) وغيرها من المشاكل ما بعد الولادة مثل سوء التعذية للطفل. فشل النمو يتم توثيقه عندما ينخفض الطول أو الوزن عن عشر بالمئة حسب مخططات النمو القياسية للسكان. يمكن تحديد فشل النمو اثناء الحمل أو بعد الولادة لكن الادق يكون بعد الولادة.

### ملامح الوجه
العديد من التشوهات في الوجه تكون عند الذين يعانون من متلازمة الكحول الجنينية ويشير هذا التغير في الملامح إلى تلف الدماغ على الرغم ان تلف الدماغ قد يكون موجودا أيضا مع غياب هذه التشوهات وهذه التغيرات في الملامح أو التشوهات تحدث على الاغلب في الاسبوعين العاشر والعشرين من الحمل.
كان هنالك تحسينات لتشخيص حالة متلازمة الكحول الجنينية في عام 1975 التي نتج عنها ثلاثة خصائص للوجه تعد دلالة لتشخيص الحالة.
- الفجوة أو الاخدود بين الانف والشفة العلوية تتسطح عند التعرض للكحول اثناء الحمل. (طالع صفحة نثرة).
- رقة الجلد في الشفة العليا عند زيادة التعرض للكحول.
- يتناقص عرض العين عند التعرض للكحول اثناء الحمل. (طالع صفحة شق جفني).

ان هذه المقاييس تستخدم المعايير التي طورتها جامعة واشنطنويتم فحصها من قبل طبيب مُتمكن، مع استخدام مقياس Lip-Philtrum Guide، المتكون من خمس نقاط مع صورة تمثيلية لتركيب الشفة وتتراوح هذه التصنيفات ما بين المرتبة 1 إلى الشديدة المرتبة 5. يتم قياس طول الشق الجفنيبالمليميترات اما باستخدام القدمة الورنيةأو مسطرةدقيقة ثم يقارن بمخطط النمو، والذي تم تطويره من قبل جامعة واشنطن أيضاً.

### علامات ذات صلة
قد تحدث حالات أخرى مرافقة لمتلازمة الكحول الجنينية بسبب التعرض للكحول قبل الولادة الا انها تعتبر عيوب خلقية مرتبطة بالكحول وليست معايير تشخيصية
- القلب: نفخة القلب تختفي بالعادة بحلول عام من العمر، عيب الحاجز الطيني الأكثر شيوعا ثم عيب الحاجز الاذيني.
- العظام: بعض ى التشوهات مثل خلل في الوظيفة أو الموقع للعظام
- الكلى: حدوة الكلى، أو اللاتنسج أو خلل في التنسج للكلى
- العيون: الحول ونقص تنسج العصب البصري والذي قد يسبب حساسية الضوء أو انخفاض حدة البصر أو حركات العين اللارادية
- مشاكل أخرى مثل تدلي الجفن والشفة المشقوقة أو الحنك المشقوق والرقبة الشبكية والرقبة القصيرة وتقرن الشريان الاورطي واستسقاء الراس

متلازمة الكحول الجنينية 1 2 استهلاك الكحول 3ز دخول الكحول إلى جدار المشيمة
4.هضم الكحول 5.اكتشاف الكحول في إخراج الطفل

### متلازمة الكحول الجنينية
1. نقص النمو: الطول أو الوزن قبل الولادة أو بعدها (أو كليهما) عند أو تحت المئة العاشرة[16]
2. ميزات الوجه FAS: جميع ميزات الوجه FAS الثلاثة موجودة[17]
3. تلف الجهاز العصبي المركزي: ضعف عصبي الهيكلي سريريا، أو وظيفية
4. التعرض للكحول قبل الولادة: التعرض المؤكد أو غير المعروف للكحول قبل الولادة

## الأسباب
تحدث متلازمة الكحول الجنينية عادةً عندما تشرب المرأة الحامل أكثر من أربعة مشروبات قياسية في اليوم. تم اكتشاف أعراض أكثر اعتدالًا مع مشروبين يوميًا خلال الجزء الأول من الحمل. من بين المدمنين على الكحول، حوالي ثلثهم لديهم أطفال مصابين بالFAS.

دليل الضرر الناجم عن أقل من مشروبين في اليوم أو 10 مشروبات في الأسبوع لا يزال غير واضح تماماً. في حين أن الكميات الصغيرة من الكحول لا تسبب ظهورًا غير طبيعي، إلا أنها قد تسبب مشاكل سلوكية. هناك أدلة متضاربة بشأن ما إذا كان الشرب من قبل الآباء قبل الحمل يمكن أن يسبب FAS. 

متلازمة الكحول الجنينية 1 2 استهلاك الكحول 3ز دخول الكحول إلى جدار المشيمة 4.هضم الكحول 5.اكتشاف الكحول في إخراج الطفل

## أنواعها
تشمل اضطرابات طيف الكحول الجنينية (FASDs) مجموعة من المشاكل الجسدية ومشاكل النمو العصبيةالتي يمكن أن تنتج عن التعرض للكحول قبل الولادة. الحالة الأكثر خطورة تسمى متلازمة الكحول الجنينية (FAS)، والتي تشير إلى الأفراد الذين لديهم مجموعة معينة من العيوب الخلقية واضطرابات النمو العصبي المميزة للتشخيص.
يقبل البعض متلازمة الكحول الجنينية فقط كتشخيص، ويرون الأدلة غير حاسمة فيما يتعلق بأنواع أخرى. تشير متلازمة الكحول الجنينية الجزئية (pFAS) إلى الأفراد الذين لديهم تاريخ معروف أو مشتبه به للغاية من التعرض للكحول قبل الولادة والذين يعانون من عجز جسدي ونمو عصبي مرتبط بالكحول ولا يستوفي المعايير الكاملة للـ FAS. الأنواع الفرعية من pFAS هي اضطراب النمو العصبية المرتبطة بالكحول (ARND) والعيوب الخلقية المرتبطة بالكحول (ARBD). بالإضافة إلى FAS و pFAS و ARND و ARBD، فإن أي حالات أخرى يعتقد أنها تتعلق بالتعرض للكحول قبل الولادة، مثل الإجهاض التلقائيومتلازمة موت الرضيع المفاجئ(SIDS)، تعتبر أيضًا طيفاً من الاضطرابات ذات الصلة بالكحول. من غير الواضح اعتبارًا من عام 2017 ما إذا كان تحديد حالة مرتبطة بـ FASD يفيد الفرد بأي شكل.

## الآلية
على الرغم من جهود البحث المكثفة، فإن الآلية الدقيقة لتطور ال FAS أو FASD لا تزال غير معروفة. حددت الدراسات السريرية والحيوانية مجموعة واسعة من المسارات التي يمكن من خلالها أن يؤثر الكحول الأمومي سلبًا على نتائج الحمل. من الصعب استخلاص استنتاجات واضحة ذات صلاحية عالمية، نظرًا لأن المجموعات العرقية المختلفة تُظهر تعددًا وراثيًا وشكلياً كبيرًا للأنزيمات الكبدية المسؤولة عن إزالة السموم من الإيثانول.
كشفت الفحوصات الجينية عن سلسلة من التأثيرات الجزيئية طويلة الأمد التي لا تقتصر فقط على توقيت محدد ولكنها أيضًا محددة الجرعات؛ حتى مع كميات معتدلة قادرة على إحداث تغييرات.
يبدو أن الجنين البشري معرض لخطر ثلاثي من استهلاك الأم للكحول:
1. تسمح المشيمة بدخول الإيثانول والمستقلبات السامة مثل الأسيتالديهيد إلى حجرة الجنين. يكون حاجز المشيمة غائب عملياً فيما يتعلق بالإيثانول.
2. يبدو الجهاز العصبي للجنين حساسًا بشكل خاص لسمية الإيثانول. تؤثر هذه السمية على تكاثر الخلايا والتمايز والهجرة العصبية والنمو المحوري والتكامل والضبط الدقيق للشبكة المشبكية. باختصار، تبدو جميع العمليات الرئيسية في الجهاز العصبي المركزي النامي معرضة للخطر.
3. تختلف أنسجة الجنين تمامًا عن أنسجة البالغين في الوظيفة والغرض. على سبيل المثال، العضو الرئيسي في إزالة السموم عند البالغين هو الكبد، في حين أن كبد الجنين غير قادر على إزالة السموم من الإيثانول، لأن إنزيمات ADH وALDH لم يتم التعبير عنها بعد في هذه المرحلة المبكرة. حتى تلك اللحظة، لا تمتلك أنسجة الجنين قدرة كبيرة على إزالة السموم من الإيثانول، ويبقى الجنين معرضًا للإيثانول في السائل الذي يحيط به لفترات أطول بكثير من الوقت الطبيعي لاضمحلال الإيثانول في الدورة الدموية الأمومية. فضلاً عن ذلك، فإن عدم وجود كميات كبيرة من ADH و ALDH تعني أن أنسجة الجنين تحتوي على كميات أقل بكثير من الإنزيمات المضادة للأكسدة، مثل SOD، وناقل الجلوتاثيون، والجلوتاثيون بيروكسيداز، مما يعني أن الحماية المضادة للأكسدة أقل فعالية بكثير.

## الوقاية
الطريقة الوحيدة المضمونة للوقاية من FAS هي تجنب شرب الكحول أثناء الحمل. يجب بالامتناع عن تعاطي الكحول أثناء الحمل أو أثناء التخطيط للحمل، وذلك لتجنب الضرر حتى في المراحل المبكرة حتى قبل أسابيع من الحمل، حيث أن المرأة قد لا تدرك أنها حامل. كما يوصي مركز السيطرة على الأمراض والكلية الأمريكية لأطباء التوليد وأمراض النساء بعدم شرب الكحول أثناء الحمل على الإطلاق. في الولايات المتحدة، تطلب التشريع الفيدرالي وضع ملصقات التحذير على جميع حاويات المشروبات الكحولية منذ عام 1988 بموجب قانون توسيم المشروبات الكحولية.
هناك بعض الجدل حول نهج «عدم التسامح إطلاقا» الذي اتخذته العديد من البلدان عندما يتعلق الأمر بتناول الكحول أثناء الحمل. يقال أن التأكيد على أن الشرب المعتدل يسبب FAS يفتقر إلى أدلة قوية، ولكن على أي حال الأضرار المحتملة على الجنين قد يكون لها آثار خطيرة منها اجتماعية وقانونية وصحية سلبية. بالإضافة إلى ذلك، يجب توخي عناية خاصة عند النظر في الإحصائيات حول هذا المرض، لأن الانتشار والسببية غالبًا ما يرتبطان بـاضطرابات طيف الكحول الجنينية (FASD)، وهو أكثر شيوعًا ويسبب ضررًا أقل، على عكس متلازمة الكحول الجنينية FAS.